# Tzoumérka

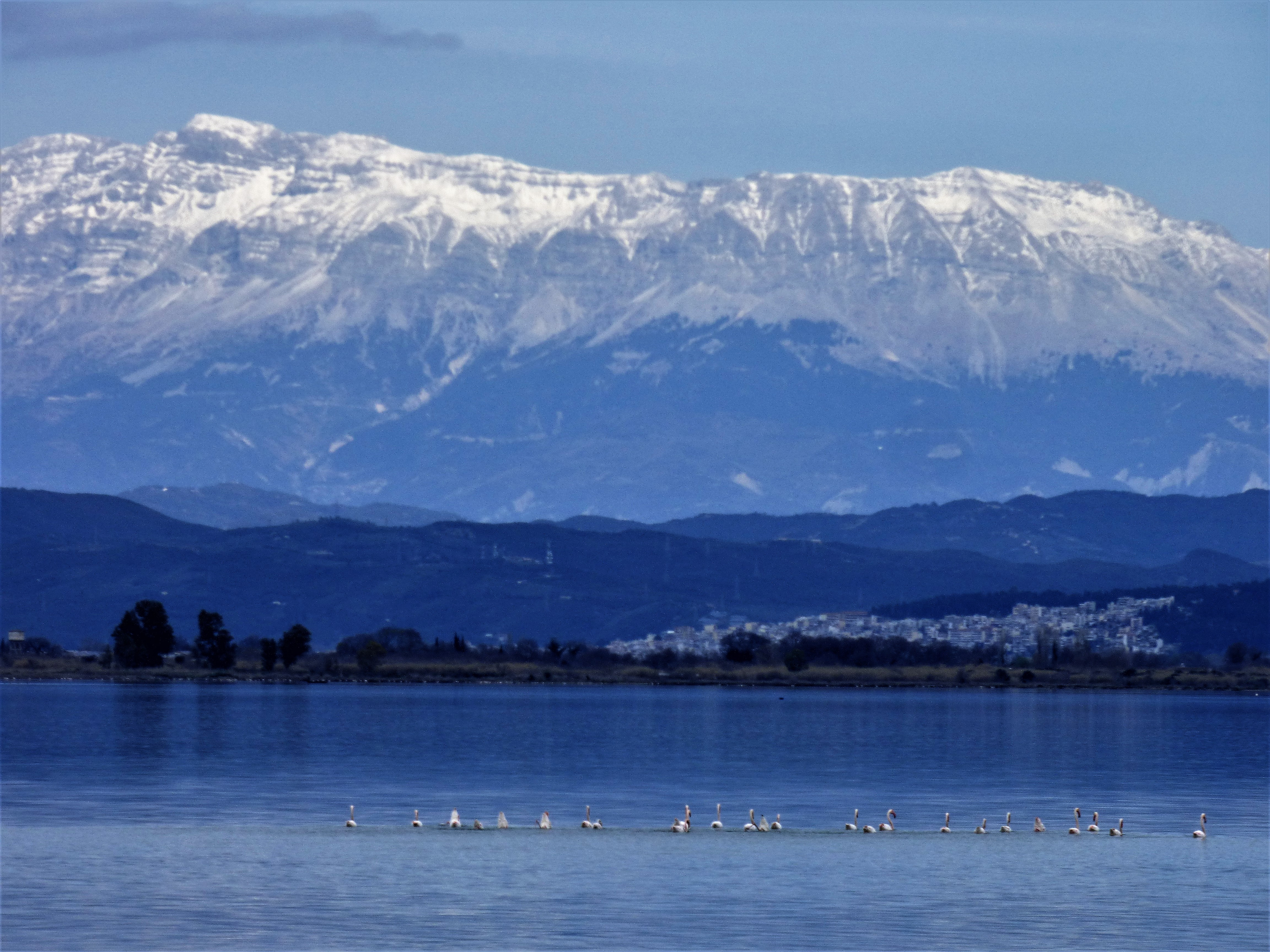

Tzoumérka är en bergskedja i Grekland. Den ligger i den centrala delen av landet, 270 km nordväst om huvudstaden Aten.
Tzoumérka sträcker sig 13,3 km i sydostlig-nordvästlig riktning. Den högsta toppen är Katafídi, 2 370 meter över havet.
Topografiskt ingår följande toppar i Tzoumérka:
- Gerakovoúni
- Katafídi
- Skláva
- Tría Sýnora